# Операція «Нордвінд»
Операція «Нордвінд» (нім. Unternehmen Nordwind — Північний вітер) або Ельзасько-Лотарингська операція — військова операція збройних сил Німеччини проти військ США та Франції в ході Другої світової війни. Це був відволікаючий удар локального характеру, з метою полегшити відступ німецьких військ після їх поразки в Арденнській операції. З кінця грудня 1944 р. німецькі війська втратили стратегічну ініціативу, і були нездатні на великі наступальні операції та зазнали поразки.

## Передісторія
До 25 грудня 1944 року союзники зупинили наступ німців в Арденнах — німці зазнали поразки і почали відступ. Незважаючи на перевагу сил союзників, німецьке командування розраховувало за допомогою відволікаючих ударів на інших ділянках фронту полегшити відступ своїх частин з Арденн. Ця операція отримала кодову назву «Нордвінд». Задум її полягав в тому, щоб ударами під основу виступу в районі на північ від Страсбурга оточити і знищити з'єднання 7-ї американської армії, в подальшому розвинути наступ на захід. Проте насправді вийшло навпаки — німецька 19-та армія сама потрапила в оточення в так званий «Кольмарський котел» та була розгромлена американськими та французькими військами наприкінці січня 1945 р.
1 січня німці провели авіаційний удар по авіабазам Бельгії та Голландії, але зазнали втрат у літаках, які вже не могли заповнити.
Союзне командування заздалегідь знало про підготовку наступу німців. В Арденнах до 1 січня становище німецьких військ ставало все більш безнадійним, і німецьке командування вирішило завдати відволікаючий удар в районі Страсбурга, сподіваючись, що американці перекинуть частину своїх військ з Арденн в Ельзас. 26 грудня американська розвідка донесла, що 1-3 січня слід очікувати наступ в Ельзасі.

## Розстановка сил

### Союзники
- 6-та група армій (Джейкоб Деверс)
  - 7-ма американська армія (Александр Патч) — 10 дивізій
  - 1-ша французька армія (Ж.-М. де Латр де Тассіньї) — 8 дивізій

### Німеччина
- Група армій «G» (Й. Бласковіц)
  - 1-ша армія (Г. фон Обстфельдер) — 15 дивізій
- Група армій «Верхній Рейн» (Г. Гіммлер)
  - 19-та армія (Г. Фертч) — 9 піхотних дивізій і танкова дивізія

## Проведення операції
Німецький наступ розпочався 1 січня 1945 і до кінця 2 січня німці просунулися лише на 30 кілометрів. Це було набагато менше, ніж передбачалось планом операції. Передові німецькі частини були зупинені 6-м американським корпусом за 30 км північно-західніше Страсбурга. Командування союзних військ ухвалило рішення відвести війська з району Страсбурга до Вогез, але пізніше скасувало це рішення. 3 січня генерал де Голль виступив проти відступу, заявивши, що «навмисне залишення Ельзасу і частини Лотарингії без бою буде великою помилкою як з воєнної, так і з державної точки зору», а потім порекомендував Ж.-М. де Латр де Тассіньї оборонятися, навіть якщо американці почнуть відступ.
Паттон, дізнавшись про це сказав: «Ми з Бредлі обидва вважали дану програму неприйнятною, і не тільки з воєнної точки зору, але і з політичної — взагалі з будь-якою, з якої тільки не глянь. Адже відвід наших частин прирік би на рабство або загибель кинуте нами напризволяще французьке населення Ельзасу та Лотарингії.» Паттон також заявив, що союзники повинні продовжувати наступ: «Ми глибоко переконані в тому, що 3-тя армія повинна продовжувати наступ і знищувати неприятеля, не допускаючи жодних зволікань» До цього моменту союзники, наступаючи в Арденнах, ліквідували велику частину Арденнського «виступу». Також німецька 1-ша армія виявилась під ударом 3-ї американської армії з 12-ї групи армій на північний захід від Ельзасу. 1-ша та 3-тя американські армії прорвали «Лінію Зігфріда» і вторглись на територію Німеччини в районі міст Моншау, Етернах, Саарлауртен.
І тому Ейзенхауер наказав частинам 7-ї американської армії тримати оборону. Вирішено було відвести від виступаючої дуги фронту лише з'єднання 6-го армійського корпусу так, щоб його лівий фланг опирався на Вогези, а правий був відтягнутий в загальному напрямі на Страсбург, а оборону цього району передати 1-й французькій армії. 5 січня 19-та німецька армія почала наступ в районі північніше Страсбурга. Танкові частини 19-ї армії, наступаючи до річки Модер, були зупинені частинами 6-го американського корпусу. Одночасно розпочався наступ в районі південніше, проте французькі частини його зупинили. 8 січня 1945 з території Лотарингії і Люксембурга 3-тя армія Паттона розпочала наступ на позиції 1-ї німецької армії в районі річки Саар. 25 січня війська 7-ї армії відбили в районі Модера останню відчайдушну спробу Вермахту прорвати оборону.
Ще з 25 грудня 1944 після поразки в Арденнах вермахт втратив стратегічну ініціативу на Західному фронті.
Всі контратаки німецьких військ після 1 січня проводилися невеликими силами, і не змогли змінити стратегічну обстановку на Західному фронті. Ініціатива остаточно перейшла до союзників.

## Підсумки
До кінця січня 7-ма американська армія відкинула ворога в долині річки Модер на різних ділянках фронта.
В результаті операції в оточення потрапила 19-та німецька армія — Кольмарське «кільце», яке здалося 9 лютого (див. також Кольмарська операція).

## Фільми
- «Indigènes», Франція 2006 .

## Комп'ютерні ігри
- «1944: Battle of the Bulge»
- «Codename Panzers: Phase One»